# Piloto (Scream)
Piloto es el primer episodio de la serie de terror, Scream. La serie está basada en la franquicias de películas del mismo nombre. La serie se centra en el personaje principal, Emma Duval interpretado por Willa Fitzgerald, quien vive en la pequeña ciudad de Lakewood. Ella se convierte en el centro de una serie de asesinatos ocasionado por un asesino disfrazado con una máscara al igual que Brandon James.

## Argumento
Después de subir un vergonzoso vídeo a Youtube sobre dos chicas besándose quién una de ellas es su compañera de clases Audrey Jensen, Nina Patterson es dejada en su casa por su novio Tyler O'Neil. Mientras Nina esta sola en su casa, Tyler le envía vídeos cortos de ella grabados al instante y luego le escribe mensajes.
Nina se relaja en su jacuzzi de hidromasaje pero es interrumpida cuando la cabeza decapitada de Tyler es arrojada repentinamente en el agua. Ella grita y sale corriendo fuera de allí.
Después de una fallida llamada de auxilio, ella corre e intenta abrir las puertas sin éxito, el asesino aparece detrás y le corta la espalda. Ella intenta correr pero es atacada por el asesino, quién la degüella y es arrojada en la piscina.
La mañana siguiente, Emma está estudiando con su novio Will, en la secundaria George Washington Audrey charla con su mejor amigo Noah sobre el vídeo que se volvió viral. Emma y Will discuten del vídeo con sus amigos, Brooke, Jake y Riley en la clase de Lengua. Emma y sus amigos notan la aparición de un nuevo estudiante, Kieran, quién recientemente se mudó a Lakewood, los padres de Nina llegan a su casa y descubren a su hija muerta en la piscina.
La muerte de Nina se esparce en los pasillos de la secundaria. Un rumor apunta que Brandon James volvió a asesinar después de 20 años de ausencia. El experto en asesinos seriales, Noah cuenta la historia de como Brandon James en su juventud sufrió del síndrome de Proteus, quién estaba enamorado de una chica llamada Daisy, pero cuando aparece en la escuela mostrando su deformación en la noche de Halloween, un grupo de estudiantes ebrios lo golpean. Brandon asesina a 5 personas. La policía más tarde lo disparan durante un forzado encuentro con Daisy en el muelle. Daisy se revela ser secretamente la madre de Emma, Maggie Duval, quien trabaja en la morgue como médica forense.
Los estudiantes descubren que Tyler está desaparecido y es sospechoso en la muerte de Nina. Con un intento de reconectarse de nuevo su ex amiga, Emma invita a Audrey a una fiesta organizada por Brooke en memoria a Nina. Will y Jake tienen una tensa charla ya que ambos podrían estar relacionados con la muerte de Nina.
En la clase del profesor Branson intenta sin éxito terminar su romance secreto con Brooke. De vuelta a casa, Emma descubre un paquete en la entrada de la puerta dirigido a Daisy. Después Emma se va con Will a la fiesta. Maggie abre el paquete y encuentra una nota que dice: "Emma luce igual que tú a esa edad" junto con un sangriento corazón de un animal.
Mientras tanto, en la fiesta, Audrey y Emma conversan en la piscina. Riley toma un interés en Noah. Maggie llama al sheriff Clark Hudson sobre el anónimo paquete. Noah continúa discutiendo sobre Brandon James; Brooke le remarca a Will que tuvo un tórrido romance con Nina, y Emma lo descubre escuchando su conversación. Después de confrontar a Will, se aleja enfadada y encuentra a Kieran en el jardín botánico. Esté le cuenta las circunstancias de porqué está en Lakewood luego él y Emma se dan un beso.
Noah se despierta inconsciente en ropa interior y solo en un muelle como parte de una broma hecha por Jake. Noah se tira al lago y rápidamente se ahoga bajo el agua. Kieran lo rescata, Noah insiste que alguien lo agarró y lo jaló bajo el agua. Kieran lleva a Emma hacia su casa y se revela que su padre es el sheriff Hudson. Mientras tanto, el asesino acosa a Audrey visitando a la novia de esta, Rachel.
En la escuela, el sheriff Hudson pregunta a Noah si puede venir a la estación de policía sobre unas preguntas sobre Brandon James. Riley y Noah continúan flirteando.
Emma visita a Audrey y admite que ella estuvo con Nina cuando estaban filmando el vídeo. El asesino llama a Emma cuando camina hacia su casa. Noah le sigue contando los grupos de división social a Riley.
Jake revela tener un vídeo secreto de Nina en su computadora, Audrey tiene una fotografía de Brandon James sin máscara, y Noah se limpia su frente con un pañuelo manchada con ¿sangre?.

## Curiosidades
- El título alternativo del episodio es Red Roses y está enfocado en Noah Foster.
- Amelia Rose Blaire no hace su aparición hasta el segundo episodio de la temporada.
- Zoe Vaughn es mencionada por Riley pero no hace su aparición hasta la segunda temporada.
- Bella Thorne y Willa Fitzgerald son las únicas en usar sus propios teléfonos (iPhone 6).
- Bella Thorne le ofrecieron el papel protagónico pero lo rechazó, hay dos versiones de las cuales nunca fueron confirmadas; una fue porque no quería estar a tiempo completo en Luisiana y otra porque nunca había muerto en pantalla respectivamente.
- Esta es la última vez que aparece Tyler en la serie, así como también el de Nina ya que en los siguientes episodios solo es mencionada, o se ven fotografías suyas y varias filmaciones de ella estando viva.

## Muertes
- Tyler O'Neil - decapitado y asesinado por el asesino (fuera de cámara)
- Nina Patterson - apuñalada en la espalda y degollada
- Brandon James - disparado por la policía de Lakewood (confirmado que sobrevivió)

## Similitudes con la película
- La famosa escena del comienzo de la película es reinterpretado por Bella Thorne.
- La escena donde Emma, Brooke, Jake, Riley y Will están sentados en el patio de la escuela es similar a lo sucedido en la fuente en Scream después de que fuera presentado el título.
- La escena en el garaje donde Tatum es asesinada por Ghostface en la película sucede en la serie, solo que esta vez le sucede a Brooke, pero no es atacada o asesinada.

## Desarrollo

### Producción
En junio de 2012, se informó de que MTV estaba en las primeras etapas del desarrollo de una serie de televisión basada en saga cinematográfica Scream.
En abril de 2013, se confirmó que MTV había dado luz verde para desarrollar un episodio piloto, con Wes Craven en conversaciones para dirigir.
En julio de 2013, se informó que Jay Beattie y Dan Dworkin se unieron al proyecto para escribir el guion del piloto. En abril de 2014, se dio a conocer que la serie sería escrita por Jill Blotevogel. En agosto de 2014, la serie anunció su elenco y a Jamie Travis como director. La serie fue originalmente planeada para ser estrenada a mediados de 2014, sin embargo, fue cambiada para el verano de 2015.
El 12 de abril de 2015, se dio a conocer que la serie sería estrenada el 30 de junio de 2015.
El 9 de noviembre se dio a conocer que Jill Blotevogel y Jaime Paglia dejarían su puesto como showrunners debido a «diferencias creativas», siendo remplazados por Michael Gans y Richard Register, aunque Blotevogel permanecería como consultor.

### Casting
El 5 de agosto de 2014, tanto el elenco principal y elenco recurrente fueron anunciados. Sin embargo, el 15 de agosto, se dio a conocer que Bex Taylor-Klaus remplazaría a Amy Forsyth como Audrey Jensen. El 22 de febrero de 2015, se reveló que Joel Gretsch, quien interpretaba al sheriff Clark Hudson sería remplazado por Jason Wiles. El 11 de diciembre de 2014, durante una entrevista, Bella Thorne reveló que sería parte del elenco, diciendo "Sí, es verdad. Voy a volver a representar la famosa escena de Drew Barrymore en la película original".

## Recepción
El estreno de la serie recibió críticas mixtas de los críticos. El episodio atrajo 1.03 millones de televidentes y fue considerado un suceso para MTV.